# Антоніу Велозу
Антоніу Велозу (порт. António Veloso, нар. 31 січня 1957, Сан-Жуан-да-Мадейра) — колишній португальський футболіст, захисник. По завершенні ігрової кар'єри — футбольний тренер. Батько футболіста збірної Португалії Мігела Велозу.
Як гравець насамперед відомий виступами за «Бенфіку», за яку провів понад 400 матчів у чемпіонаті, а також національну збірну Португалії.

## Клубна кар'єра
У дорослому футболі дебютував 1977 року виступами за команду клубу «Санжуаненсі», в якій провів один сезон, взявши участь у 27 матчах чемпіонату.
Протягом 1978–1980 років захищав кольори команди клубу «Бейра-Мар».
1980 року перейшов до «Бенфіки», за яку відіграв 15 сезонів. Більшість часу, проведеного у складі «Бенфіки», був основним гравцем захисту команди. За цей час допоміг команді виграти низку внутрішніх трофеїв, а також тричі ставати срібними призерами єврокубків: у 1983 році — Кубка УЄФА, а 1988 та 1990 — Кубка європейських чемпіонів.
Завершив професійну кар'єру футболіста виступами за команду «Бенфіка» у 1995 році.

## Виступи за збірну
18 листопада 1981 року дебютував в офіційних іграх у складі національної збірної Португалії в матчі-відбору на ЧС-1992 проти збірної Шотландії.
У складі збірної був учасником чемпіонату Європи 1984 року у Франції, на якому команда здобула бронзові нагороди, а Велозу зіграв лише в одному матчі.
Протягом кар'єри у національній команді, яка тривала 14 років, провів у формі головної команди країни 40 матчів.

## Кар'єра тренера
Розпочав тренерську кар'єру невдовзі по завершенні кар'єри гравця, 1996 року, очоливши тренерський штаб клубу «Алверка», яку у 1998 році вперше в історії вивів до вищого дивізіону Португалії і зміг зберегти там прописку. Працював з командою до 2000 року.
В подальшому очолював команди клубів «Атлетіко» (Лісабон), «Бенфіки», «Бенфіки» Б, «Атлетіко Малвейра» та «Оейраша».
Наразі останнім місцем тренерської роботи був клуб «Ештрела», команду якого Антоніу Велозу очолював як головний тренер до 2010 року.

## Досягнення
- Чемпіон Португалії (7): 1981, 1983, 1984, 1987, 1989, 1991, 1994
- Віце-чемпіон Португалії (6): 1982, 1986, 1988, 1990, 1992, 1993
- Володар Кубка Португалії (6): 1981, 1983, 1985, 1986, 1987, 1993
- Фіналіст Кубка Португалії (1): 1989
- Володар Суперкубка Португалії (3): 1980, 1985, 1989
- Фіналіст Кубка європейських чемпіонів (2): 1988, 1990
- Фіналіст Кубка УЄФА (1): 1982